# Alizée Poulicek
Alizée Poulicek (Ukkel, 26 juni 1987) is een Belgisch model. Ze werd op 15 december 2007 tot Miss België 2008 verkozen. Ze komt uit Hoei in de provincie Luik. Haar vader is afkomstig uit Tsjechië, haar moeder is Belgisch.

## Privéleven
Poulicek beviel in 2012 van haar eerste kind, dit was een jongen. Haar relatie met haar vriend (Daniel Camus) liep echter stuk. Na enkele andere relaties ging Poulicek een relatie aan met Filip Meert, waarmee ze uiteindelijk trouwde. Men trouwde echter niet voor de wet met elkaar omdat Meert 16 miljoen aan schulden heeft, Poulicek zou hier ook aan moeten meebetalen als zij zouden trouwen. Samen kreeg het koppel nog 2 kinderen (geboren in 2016 en 2017) waar 13 maanden tussenzit, ook kreeg Poulicek 2 miskramen in deze 13 maanden. 
- Gemeinsame Normdatei: 1165891743
- Virtual International Authority File: 2544153596629451900003